# Forgalmi rendszám

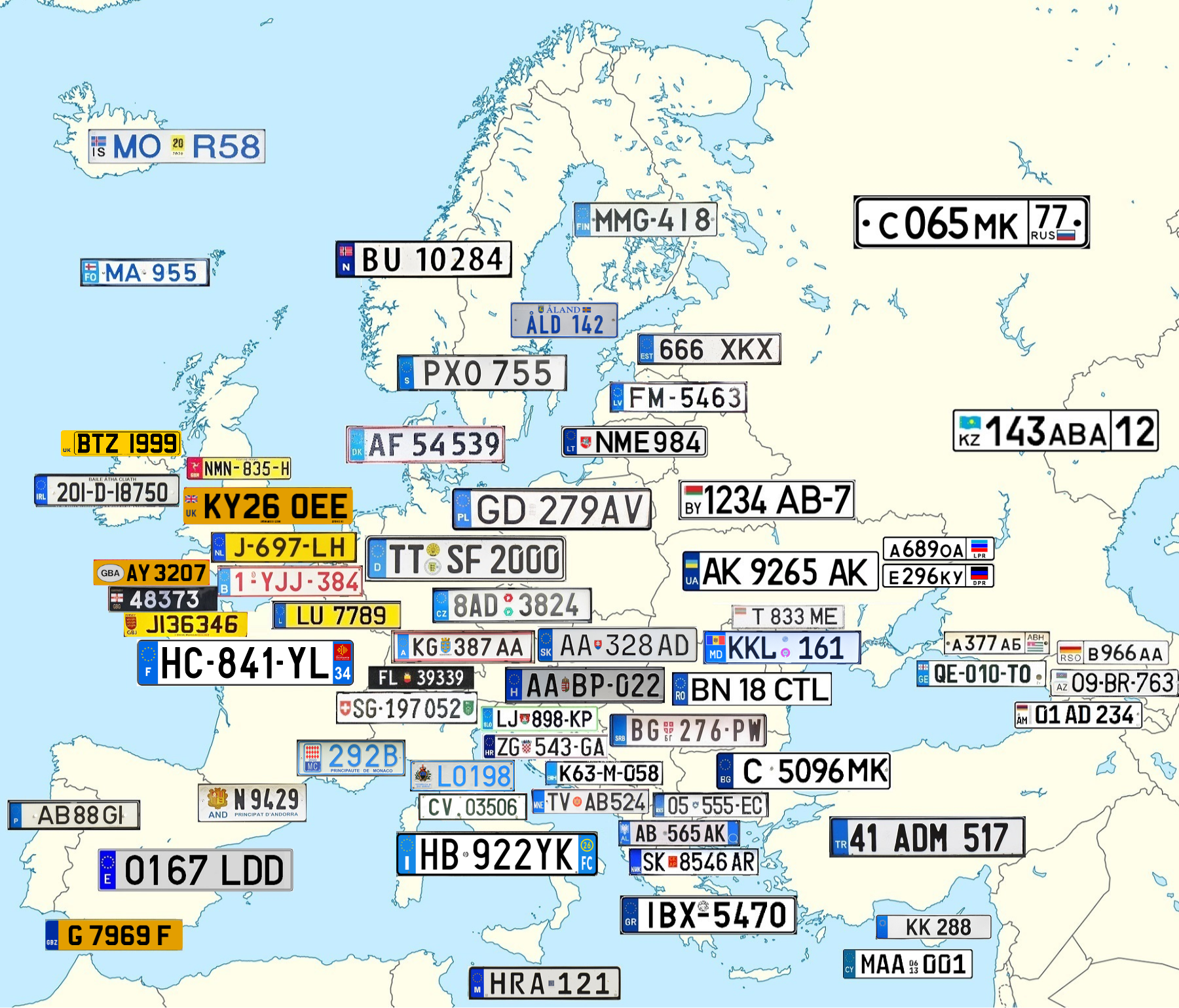
Európa forgalmi rendszámai

A forgalmi rendszám, röviden csak rendszám a közúti járműveket a forgalomban egyedien azonosító alfanumerikus karaktersorozat, amelyet a járművekre kihelyezett rendszámtábla is megjelenít. A rendszámtábla a jármű hátulján mindenhol kötelező, de sok helyen az elejére is fel kell szerelni.

## Tulajdonságai

Forgalmi rendszámtáblák szabványméretei

A rendszámot használják a gépjármű azonosítására mindenféle közlekedési szabálysértés, illetve bűncselekmény esetén és egyéb, közlekedéssel, gépjárműtartással kapcsolatos adminisztráció kapcsán.
Mivel a rendszám megváltozhat (például a rendszámtábla elvesztése esetén), ezért még az alvázszámot is ellenőrzik a jármű egyértelmű azonosításakor.
A rendszámtáblák többfélék lehetnek, vannak szabványméretbeli és adott járműkategóriára vonatkozó különbségek. Például Európában a szélesebb (520×110 mm) szabvány van használatban, míg az USA-ban zömökebb (300×150 mm) a táblák mérete. Egy szabványon belül is lehetnek variációk, például az európai szabványméret a széles tábla mellett ismer zömökebb verziót is, ami helytakarékosság miatt főleg tehergépkocsik és utánfutók hátulján szokott helyet kapni. A motorkerékpárokra hasonló, de ennél kisebb formátum van használatban, emellett előfordultak öntapadós matricaváltozatú táblák is, főleg sportkocsik elején. A modern rendszámtáblák fényvisszaverő réteggel is be vannak vonva.
A táblák vagy azok karaktereinek színe is változhat szabványon belül, a jármű státuszára, funkciójára, vagy forgalombahelyezési körülményeire vonatkozólag (bérfuvarozás, kölcsönzői jármű, lassú jármű, mezőgazdasági jármű, környezetbarát jármű stb.). A táblákon gyakran az adott ország vagy régió felségjele, esetleg címere is szerepel. Több országban a rendszámtáblán elhelyezett matrica igazolja, hogy a gépkocsi átesett a kötelező műszaki vizsgákon, és szabályosan van forgalomba helyezve. Néhány rendszámtábla az adott környék valamely sajátosságát viseli magán, például egy jellegzetes állat formáját jeleníti meg, vagy valamilyen helyi jellegzetességgel dekorált. Egyedi rendszámtáblák legyártására is van lehetőség, ahol a karakterek valamilyen egyértelmű feliratot jelenítenek meg, legtöbbször kereszt vagy vezetéknevet.

## Érdekességek

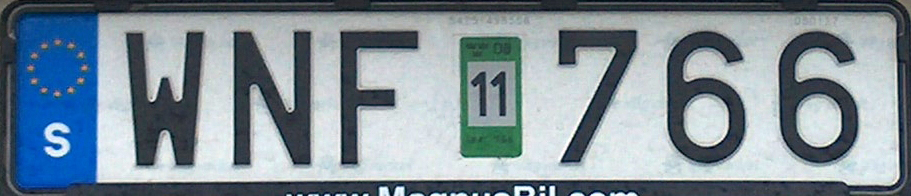
Szabványos svéd rendszámtábla

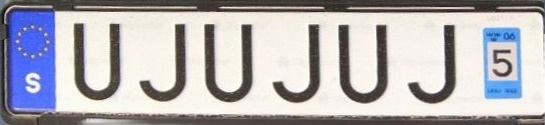
Számjegyek nélküli svéd rendszámtábla

- A világ első rendszámát a párizsi rendőrség adta ki 1893-ban.[1]
- A rendszámtábla hagyományosan fémből készült, de már az Európai Unió egyre több tagállamában műanyagból gyártják (például Franciaország, Nagy-Britannia stb.).
- Magyarországon a trolibuszok kizárólag pályaszámot kapnak, mert gumikerekes vasúti járműnek számítanak.
- A motorkerékpárokon sokáig elöl is használtak rendszámot. A sárvédő tetején, a menetiránnyal párhuzamosan álló fémlemez azonban szemből nem látszott, viszont súlyos sérülést okozhatott, így ezt a táblát idővel kivonták a forgalomból.

## Fordítás
Ez a szócikk részben vagy egészben  a   Vehicle registration plate című angol Wikipédia-szócikk fordításán alapul.  Az eredeti cikk szerkesztőit annak laptörténete sorolja fel. Ez a jelzés csupán a megfogalmazás eredetét és a szerzői jogokat jelzi, nem szolgál a cikkben szereplő információk forrásmegjelöléseként.